# Gerard van Honthorst

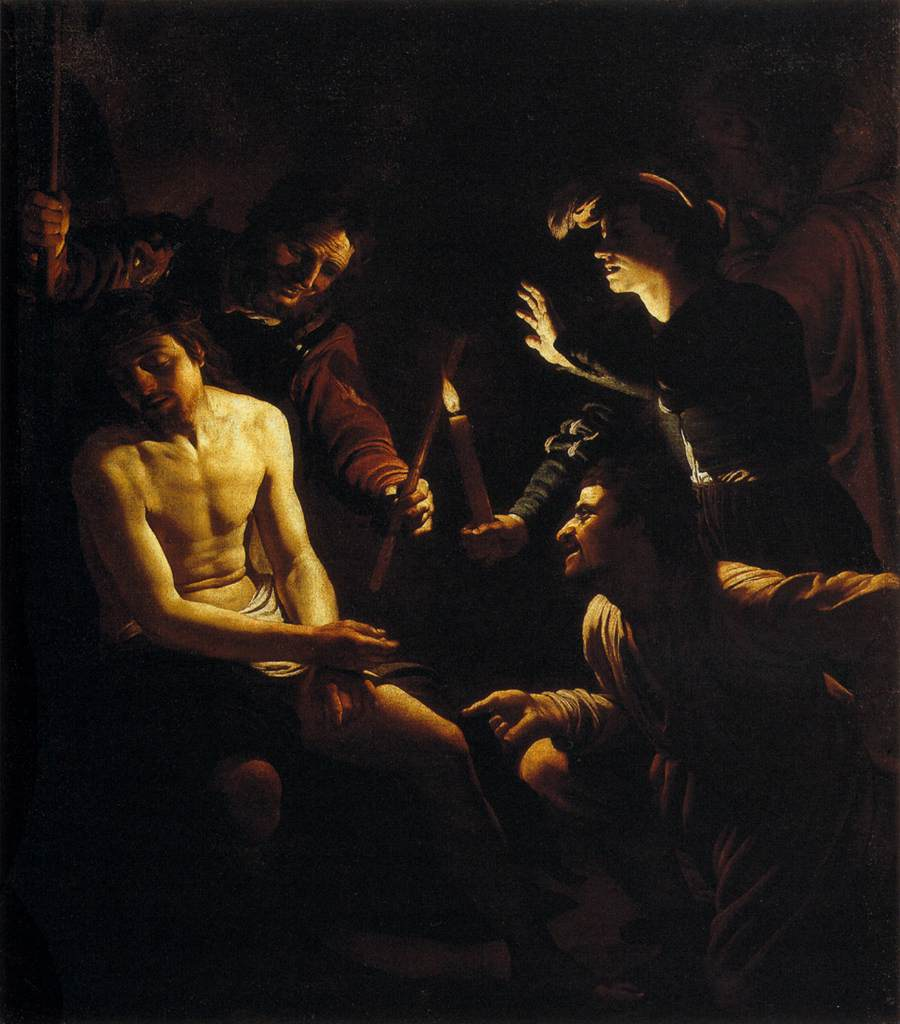
Begabbelsen (omkring 1614).

Gerard van Honthorst, ibland Gerrit van Honthorst, även känd under namnet Gherardo delle Notti, född 4 november 1592 i Utrecht, död där 27 april 1656, var en nederländsk konstnär i Utrechtskolan. Han var bror till Willem van Honthorst.

## Biografi
Honthorst var elev till Abraham Bloemaert och vistades ett tiotal år i Italien till 1621, där han påverkades av Caravaggios naturalism och intresse för överraskande belysningsproblem. I Italien fick han tillnamnet Gherardo delle Notti. Sina största framgångar fick han med sina ljusdunkelmålningar, genrestycken samt historiska och religiösa bilder. Bland dessa märks Födelsen i Florens. I Rom målade Honthorst flera altartavlor. Som förmedlare av Caravaggios konst kom Honthorst att utöva ett betydelsefullt inflytande på holländskt måleri. I porträttmåleriet var han mycket anlitad av furstehusen såväl i Holland som i England och Brandenburg. För Kristian IV var Honthorst även verksam, varom flera bilder på Frederiksborgs och Kronborgs slott vittnar, en del med ämnen ur Danmarks historia. Flera bortfördes av svenskarna 1659 och finns nu på flera svenska slott, bland annat Drottningholms slott.

## Verk i Rom (urval)
- Kristi begabbelse – Santa Maria della Concezione[1]
- Den helige Johannes Döparens halshuggning – Santa Maria della Scala[2]
- Den helige Paulus hänryckning – Santa Maria della Vittoria[3]